# 柳比米夫卡 (馬利尼夫卡市鎮)
47°38′51″N 36°41′27″E / 47.64750°N 36.69083°E
柳比米夫卡（烏克蘭語：Любимівка），亦译为柳比莫夫卡，是位於烏克蘭東南部的村莊，由扎波羅熱州波洛希區的馬利尼夫卡市鎮負責管轄。該村始建於1787年，面積4.35平方公里，海拔高度149米，2001年人口928，人口密度每平方公里213.2人。